# Isaac Santacruz
Isaac Santacruz  (Pasto, 1868 – Pasto 2 de enero de 1956) fue un pintor colombiano, considerado uno de los más destacados retratistas de Nariño en el siglo XX. Discípulo del pintor ecuatoriano Rafael Troya, desarrolló una obra marcada por el retrato, la pintura religiosa y la reproducción de imágenes litográficas, con fuerte presencia en templos, instituciones y colecciones privadas de la región.
Nació en Pasto en 1868, hijo de Manuel Ángel Santacruz y Antonia Rivera. Pasó parte de su vida en el municipio de Sandoná, entre trapiches y el ambiente rural de la región. Desde temprana edad mostró interés por el dibujo y la pintura, formándose inicialmente con Marco Antonio Ortiz y, posteriormente, bajo la tutela del ecuatoriano Rafael Troya, reconocido como “el pintor de los Andes”.
El propio Santacruz recordaba que estuvo “nueve meses con Troya” en sus primeros años de aprendizaje, experiencia que consideraba fundamental en su carrera. Con recursos obtenidos de retratos realizados para miembros de la aristocracia pastusa, intentó estudiar en Quito, pero los altos costos lo obligaron a regresar a Pasto, donde continuó pintando por encargo de familias prestantes y autoridades eclesiásticas.
Falleció el 2 de enero de 1956 en Pasto, dejando una vasta producción pictórica.
Además de sus estudios iniciales, Santacruz se formó bajo la guía de Rafael Troya (1845–1918), pintor ecuatoriano considerado pionero del paisajismo latinoamericano y conocido como “el paisajista de América”.
Troya alcanzó notoriedad al participar en la expedición científica de Wilhelm Reiss y Alphons Stübel (1868–1877), donde produjo más de 80 óleos sobre los Andes. Parte de esa obra fue llevada a Alemania y exhibida en Leipzig, lo que le otorgó fama internacional aunque también significó la pérdida de la autoría sobre muchos de sus trabajos.
En 1874 se refugió en San Juan de Pasto, tras tensiones políticas en Ecuador, y allí trabajó junto al clero en la ornamentación de la Catedral. Entre sus obras destaca la Inmaculada, que él mismo consideraba una de las más importantes de su trayectoria, además del retrato La dama de la rosa amarilla (1882), hoy en el Museo del Banco Central de Guayaquil.
En Pasto, Troya transmitió a discípulos como Isaac Santacruz la disciplina académica del retrato y la sensibilidad paisajística. La influencia del maestro se percibe en la mezcla de recursos renacentistas, barrocos y académicos que marcaron el estilo de Santacruz.

## Retratos y pintura religiosa
Santacruz fue reconocido como retratista, realizando encargos para familias influyentes y clérigos. En 1950 pintó la serie de retratos de los rectores de la Universidad de Nariño de las décadas de 1930 y 1940. Sus obras combinan un acabado pulcro de tradición renacentista con recursos lumínicos del barroco hispanoamericano, además de la influencia directa de estampas litográficas difundidas en el país.
Entre sus obras más relevantes se encuentran los catorce cuadros del Vía Crucis de la iglesia de San Agustín de Pasto, considerados por el propio artista como su mayor logro, tanto por la expresividad de los rostros como por la magnitud de la serie. La obra fue acogida por el párroco Fidencio Concha, quien la instaló en el templo para la veneración pública.

## Catedral de Pasto
Santacruz participó en los trabajos pictóricos de la Catedral de Pasto, junto a figuras como el arquitecto Lucindo Espinoza y su maestro Rafael Troya. En el nicho central del templo se encuentran imágenes como el Sagrado Corazón de Jesús, la Inmaculada Concepción y San Juan Bautista, atribuidas a su autoría.
Aunque alcanzó notoriedad nacional e incluso participó indirectamente en exposiciones internacionales, en su ciudad natal sufrió indiferencia y menosprecio. Según testimonios recogidos por Neftalí Benavides, en la década de 1920 sus obras obtuvieron una medalla de oro en Europa gracias a los hermanos Erazo Navarrete, pero la presea nunca llegó a sus manos.
También enfrentó episodios de discriminación local, como en una exposición departamental donde fue inicialmente relegado, aunque finalmente recibió el primer premio por un retrato del Libertador Simón Bolívar. A pesar de ello, nunca se le entregó el reconocimiento económico correspondiente.
Santacruz dejó un importante legado artístico en Pasto, especialmente en retratos institucionales, obras religiosas y la ornamentación de la Catedral y la iglesia de San Agustín. Aunque en vida sufrió desencuentros con las élites locales, es recordado como uno de los principales exponentes de la pintura académica en Nariño.
La obra de Santacruz también ha sido objeto de estudios contemporáneos sobre el arte regional, donde se analiza su producción dentro de la relación entre arte y sociedad en Nariño, en particular en lo referente a la pintura religiosa y los retratos institucionales.